# Gobierno del Guayas
La Prefectura del Guayas, oficialmente denominado como Gobierno Autónomo Descentralizado Provincial del Guayas, es la institución política y administrativa que rige en la provincia del Guayas. Está conformado por el prefecto provincial, un viceprefecto, y el Consejo Provincial conformado por delegados de los veinticinco cantones guayasenses.

## Base jurídica
El Gobierno Provincial del Guayas se establece jurídicamente en lo estipulado en la constitución, las leyes, y las demás normas jurídicas del país. La Constitución de 2008, vigente en la actualidad, establece -en su artículo 238- gobiernos autónomos descentralizados para cada nivel de gobierno, definiendolos como entidades que gozan de autonomía política, administrativa y financiera, y que se rigen por principios tales como los de solidaridad, subsidiariedad, equidad interterritorial, integración y participación ciudadana. Fue dirigido por Carlos Luis Morales hasta el día de su deceso el 22 de junio de 2020, desde esa fecha Susana González asumió como prefecta del Guayas.